# یحیی بن سرافیون
 یحیی بن سرافیون پزشکی شامی بود که در قرن نهم می‌زیست. یحیی بن سرافیون ظاهراً یک پزشک مسیحی
ابن سرابیون.
ووستنفلد تنها محققی است که به نام جدّ وی اشاره کرده‌ است. نام او در منابع اسلامی یحیی و هم یوحنا (صورت دیگری از یحیی) آمده‌ و تلفظ سریانی آن یوحنان بار سراپیون۱ است (اولمان، (۱۰۲ بعضی از نویسندگان متأخر برای احتراز از اشتباه میان او و کسان دیگری که به آن نام شهره بوده‌اند، وی را ابن سرابیونِ قدیم خوانده‌اند (سارتن، ۱/۷۰۴؛ قس: لکلرک، (I/113 ابن سرابیون نه تنها در میان مسلمانان، بلکه در غرب نیز پرآوازه است و تاریخ‌نگاران علوم بسیار به وی پرداخته‌اند، زیرا آثار او افزون بر عربی، به لاتینی و عبری نیز ترجمه و برخی به لاتینی هم چاپ شده‌است.
پدر وی، سرابیون، طبیبی از اهالی باجَرما (یا باجَرمَق، منطقه‌ای در شرق دجله) بود و دو پسرش یوحنا و داوود نیز به پزشکی پرداختند و میلی (ص او را مسیحی معرفی کرده‌اند، از هیچ‌ یک از منابعی قدیمی اسلامی این معنی را نمی‌توان دریافت و عبارت ابن ابی اصیبعه نیز در هنگام نام بردن پزشکان معاصر با طبیبان اسکندرانی، که ابن سرابیون نیز جزو آنان است، در این باره صراحت ندارد  . با توجه به سوابق تاریخی سریانی زبانان، احتمال مسیحی بودن ابن سرابیون تقویت می‌شود. به علاوه بعید است که دانشمندی مسلمان در سده ۳ق همه آثار خود را به زبان سریانی پدیدآورده باشد. به گفته ابن ندیم  (همان‌جا) ابن سرابیون «در صدر دولت» بود. وی به همین اشاره مجمل و مبهم اکتفا کرده و با اتّکا به این گزارش نمی‌توان مقام و موقعیت رسمی و دولتی او را تعیین کرد.
تاریخ وفات ابن سرابیون نیز معلوم نیست. لکلرک نکته ظریفی را بیان داشته‌است و آن ترتیب قرار گرفتن ابن سرابیون بین ابن ماسویه (د ۲۴۳ق‌/۸۵۷م) و ابن ربّن طبری (د ۲۴۷ق‌/۸۶۱م) در کتاب الفهرست ابن ندیم است که می‌تواند شاهدی بر تعیین تقریبی زمان حیات و وفات ابن سرابیون باشد. ابن ندیم در جایی از کتاب خود یادآور می‌شود که همواره تقدم و تأخر زمانی افراد و اشخاصی را که در سراسر کتاب از پی هم آورده (و گاهی با اندکی پس و پیشی)، ملحوظ داشته‌است (ص ۱۶۳). از این‌رو می‌توان نظریه لکلرک را پذیرفت و به گفته سزگین که ۲۵۰ق‌/۸۶۴م را حدود تقریبی وفات ابن سرابیون قرار داده‌است، اعتماد کرد III/240) .(GAS,)
ابن سرابیون ظاهراً به زبان عربی تسلطی نداشت و به همین دلیل تمام آثار خود را به زبان سریانی نوشت (ابن ندیم، ۳۵۴؛ ابن قفطی، همان‌جا). اما ابن ندیم با عبارتی مبهم همچنین یادآوری کرده که او خود کتاب کُنّاش کبیر را به عربی ترجمه‌کرد (همان‌جا). وی در زمانی می‌زیست که علم و تمدن در اسلام رو به پیشرفت و شکوفایی بود و به همین سبب اندکی پس از مرگ او آثارش به زبان عربی ترجمه شد و پزشکان بزرگی به آنها استناد جستند و از این روست که در تاریخ علم و فرهنگ اسلامی اهمیت یافته‌است.
آثار: پنج اثر از ابن سرابیون گزارش شده که برخی از آنها در دست است و بجز یک اثر، بقیه کتابهای او در طب است. ابن سرابیون برای نوشتن آثار خود از منابع بسیاری استفاده کرده‌است، از جمله آثار یوحنای نحوی و برزویه ایرانی (لکلرک، I/16 برای بقیه منابع او نک: III/241 .(GAS, از آثار ابن سرابیون هم نقلهای بسیاری به عمل آمده و هم انتقادهایی بر آنها وارد شده‌است. از جمله منتقدین علی بن عباس مجوسی اهوازی است. مجوسی در مقدمه کامل الصناعه الطبیه الملکی یا کتاب الملکی، ابن سرابیون را نکوهیده و «نقائض» او را ذکر کرده‌است. مجوسی که از بسیاری از پزشکان یونانی و مسلمان انتقاد کرده‌است، ابن سرابیون را متهم می‌کند که در کتاب خود فقط از مداوا به وسیله داروها سخن گفته و توجهی به اعمال جراحی نداشته و بسیاری از بیماریها را نیاورده است (۱/۴) و به گفته نویبورگر۲ در شناخت بیماریها تابع تنظیم و ترتیب علمی نبوده‌است III/240-241) .(GAS, معروف‌ترین آثار ابن سرابیون دو کتاب کناش۳ اوست:
کُنّاش الکبیر:، در طب در ۱۲ مقاله. این کتاب در قدیم به عربی ترجمه شد (ابن ندیم، ابن قفطی، همانجاها). ابوالحسن ثابت بن ابراهیم حرّانی (د ۳۶۹ق‌/۹۸۰م) اثری به نام اصلاح مقالات من کتاب یحیی بن سرافیون دارد (ابن ندیم، ۳۶۰) که به عقیده سزگین III/241) اصلاح کناش الکبیر ابن سرابیون است (قس: لکلرک، (I/117 نسخه عربی کناش موجود در کتابخانه سلطنتی بروکسل (باون، به گفته سزگین نسخه‌ای از همین کتاب است (برای بقیه نسخه‌ها نیز نک:، GAS همان‌جا)
کُنّاش الصغیر: در ۷ مقاله، مشهورترین اثر ابن سرابیون است که در زمان ابن ابی اصیبعه شهرت کافی داشته. ابن قلانسی در موردی از کتب کنّاش به‌طور مطلق یاد کرده‌است که شاید همین کتاب باشد. این کتاب در ۳۱۸ق‌/۹۳۰م به وسیله موسی بن ابراهیم حدیثی کاتب برای ابوالحسن بن نفیس به عربی درآمد. حسن بن بهلول اوانی طیرهانی و ابوبشرمتّی هم آن را ترجمه کردند. ترجمه حدیثی بهتر و نیکو عبارت‌تر از آنِ ابن بهلول بود (ابن ابی اصیبعه، ۱/۱۰۶). در نسخه عربی موجود در اسکوریال، ترجمه ابن بهلول افزودگیهایی بر ترجمه حدیثی دارد که گزارش ابن ابی اصیبعه را تأیید می‌کند II/29) , 2 .(ESCاز ترجمه عربی این کتاب فقط قسمتهایی یافت می‌شود (دوسلان، ۵۵۲)، لیدن (ورهووه، (VII/164-165 ریتر نیز وجود بخشی از آن را در ایاصوفیا گزارش کرده‌است I/267) .(GAL, کناش صغیر ابن سرابیون دو ترجمه لاتینی نیز دارد. یک‌بار به وسیله گراردوس کرمونایی۴ با عنوان برویاریوم ۱ و بار دیگر به وسیله آلپاگوس۲ با عنوان پراکتیکا ۳ به لاتینی درآمد (لکلرک، II/493 .(I/117, سپس از روی ترجمه لاتینی به وسیله یوآنس کرمونایی۴ به زبان عربی برگردانده شد (اشتاین اشنایدر، (۲۶ ترجمه لاتینی این کتاب بارها (ونیز، ۱۴۷۹م؛ فرّارا، ۱۴۸۸م؛ مجدداً و نیز، ۱۴۹۷م و…) به چاپ رسیده‌است (نک: سارتن، منابع و مآخذ و اطلاعات انگلیسی ضمیمه ج ۱، ۲۳۸؛ میلی، 90 I/17; S, .(GAL, یک‌بار نیز در بازل۵ (۱۵۴۳م) به وسیله ناشرش آلبانوس تورینوس۶ به غلط به نام یوحنای دمشقی۷ منتشر شد۸ (ووستنفلد، ۴۹؛ لکلرک، I/117 I/297; .(GAL, ترجمه عربی کناش الصغیر، که امروز به‌طور کامل موجود نیست، سخت مورد توجه پزشکان سرزمینهای اسلامی قرار گرفت و بارها از آن نقل قول به عمل آمد. ثابت بن قرّه برای تدبیر سلامت کودکان و درمان بیماریهای اطفال طبیب را به آن کتاب نیازمند می‌داند (ص ۵–۶). ابن بیطار (که همه‌جا او را ابن سرانیون نوشته) فراوان از او نقل قول کرده‌است (مثلاً ۱/۸۵). محمد بن زکریای رازی در کتاب الجاوی به کرّات و نیز ابن مُطران به آن استناد کرده‌اند (نک: الحاوی، مثلاً ۷/۱۵۷، ۸/۱۹۴؛ اولمان، 102 III/241-242; .(GAS, لکلرک تمام نقلهای رازی و ابن بیطار را با ترجمه لاتینی گراردوس کرمونایی مقابله کرده و کلمه به کلمه آنها را یافته‌است .(I/115) این کتاب چنان‌که چاپهای مکرر آن نشان می‌دهد در قرون وسطی رواج بسیاری یافت. ابن سرابیون برای درمان بیماریها از طریق فَصْد (گشودن رگها و گرفتن خون) اهمیت زیادی قائل بود و برای این روش درمانی (فصّادی) دستورهای دقیق داده‌است. آخرین مقاله کتاب دربارهٔ تریاقات است (سارتن، ۱/۷۰۴–۷۰۵).
القرابادین:، نام این اثر که قطعاً ترجمه عربی داشته و فعلاً موجود نیست، در کتاب الحاوی آمده‌است (رازی، ۶/۲۸۲، ۷/۱۷۰، ۸/۱۰۰، ۹/۷۳). در کتاب صیدنه ابوریحان بیرونی نیز نامی از ابن سرابیون آمده (ص ۱۱۹) که به نظر سزگین شاید اشاره به نقل از همین اقراباذین باشد.
کتاب فی عشر مقالات لجالینوس:، این کتاب نیز فعلاً موجود نیست و ابوسهل بشربن یعقوب در الرسائل الطبیه از آن یاد کرده‌است (همان‌جا)
فصول در طب‌ّ عملی: (ووستنفلد، همان‌جا) مآخذ: دایرةالمعارف بزرگ اسلامی